# Joxe Manuel Odriozola
Joxe Manuel Odriozola Lizarribar (Altzo, Guipúscoa, 9 de febrer de 1948) és un escriptor basc. Avui ensenya basc. Publica freqüentment articles d'opinió al diari Berria.
També va estar implicat en els inicis del moviment d'alfabetització; A causa de les tensions amb Euskaltzaindia, el moviment va viure un període fosc, sobretot a Guipúscoa. 1974 L'any, però, la situació va canviar. Aquell any, a la Universitat Basca d'Estiu, un grup es va reunir i va deliberar sobre la continuïtat del Moviment d'Alfabetització. Joxe Manuel Odriozola va ser el líder d'aquest moviment regenerador. Aquests esdeveniments s'han de situar en el rerefons de la creació del que seria AEK.
Amb un dels seus últims assaigs (Patriotes i bascos, o la decadència de la nació basca), ha volgut crear un debat, perquè el nacionalisme polític no té en compte la cultura i la llengua que són la base de la pàtria.
Segons Odriozola, d'una banda hi ha una interpretació sentimental del patriotisme, i allà predominen els sentiments cap a la pàtria en l'acte de definir el nucli de la identitat basca. D'altra banda, la interpretació etnocultural del patriotisme sembla ser el focus de la identitat basca.
El mateix autor ha admès que ha escollit a favor de la segona, perquè al seu parer la base de la identitat basca és la cultura i la llengua basca, i no el patriotisme. Aquest punt de vista potser es deu a haver nascut en un poble basc:
<<He fet la meva elecció sense gaire dubte. En tot cas, vaig haver de fer alguns matisos a favor del nacionalisme cultural o lingüístic. Jo vinc d'Altzo, és a dir, de la falda del poble basc. Només em podia imaginar si hagués nascut i socialitzat en un poble espanyol. El meu camí no és el camí que va de poble en poble espanyol, com en el cas dels Patriotes Majors. »
—Joxe Manuel Odriozola

## Les obres

### L'assaig
- Anem a treballar-ho (1977 )
- Sociolingüística d'abans de la guerra (1992, UEU)
- Als llindars de la sociolingüística (1993, Euskaltzaindia)
- Llengua, Cultura i Societat (1997, BBK Euskaltzaindia)
- Identitat nacional i escola (2000, BBK Euskaltzaindia)
- Indicacions de la ideologia de la intel·lectualitat basca (2001, Pamiela)
- Testimonis de la llengua basca (2004, Elkar)
- Focus al País Basc: Cultura - identitat - poder. Coneixement, sentiment, iniciativa (2007, UEU )
- Patriotes i la llengua basca, o la decadència de la nació basca (2008, Elkar)
- Contra l'estat etnocida (2011, Elkar)
- Del relat de la violència, la violència del relat (2014, Txalaparta)
- On anem amb aquesta basca? (2017, Junts)
- La presa de la nació basca (2022, Herrima)
- A favor i en contra del nacionalisme (2024, Elkar)